# Liste des dessins de Brueghel l'Ancien
 (mars 2012).
Si vous disposez d'ouvrages ou d'articles de référence ou si vous connaissez des sites web de qualité traitant du thème abordé ici, merci de compléter l'article en donnant les références utiles à sa vérifiabilité et en les liant à la section « Notes et références ».

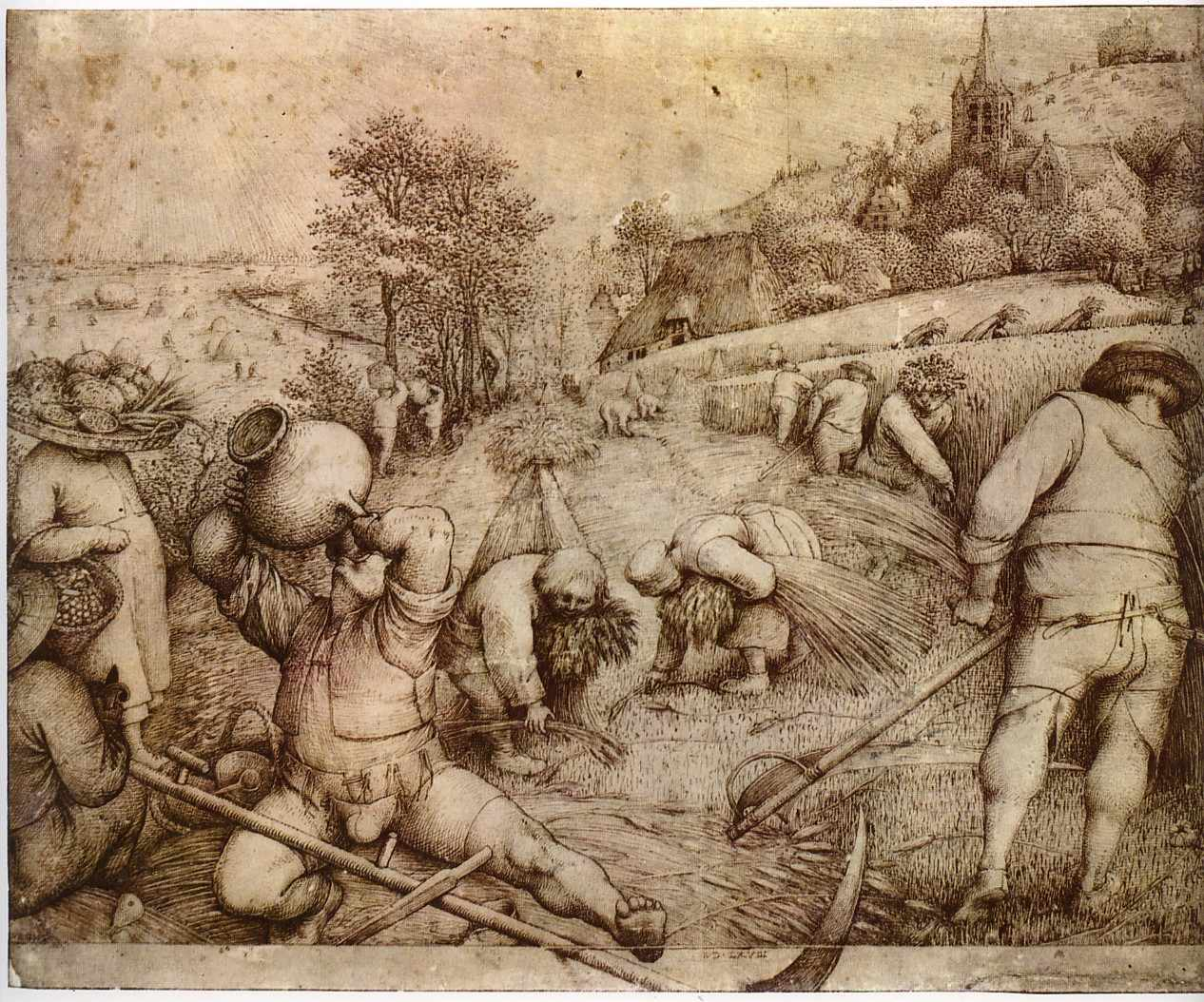
L'Été, 1568, (22 × 28,6 cm) Hambourg

Ceci est la liste et la localisation des dessins de la main de Pierre Bruegel (ou Brueghel) l'Ancien. 

## Amsterdam
- Rijksmuseum (Cabinet royal des estampes - Rijksprentenkabinet)
  - Fides (La Foi), 1559 (22,5 × 29,5 cm)
Série des Sept Vertus. Modèle d'une gravure de Philippe Galle en 1559
  - La Chute du magicien Hermogène, 1564 (23,3 × 29,6 cm)
Modèle d'une gravure de Peter van Der Heyden en 1565
  - Rivière qui coule près d'une falaise et une ville, circa 1590, (14,4 × 19 cm)
Réattribué à Jacob Savery

## Anvers
- Musée royal des beaux-arts d'Anvers
  - Paysage avec trois pèlerins, circa1555-56, (26 × 41,5 cm)
Ce dessin est le modèle de l'estampe Euntes in Emaus, - Sur le Chemin d'Emmaüs -, provenant d'une série de 12 Grands Paysages alpins gravés d'après Pierre Bruegel l'Ancien par Jean et Lucas Van Doetecum. C'est le seul dessin modèle qui subsiste de la série.

## Berlin

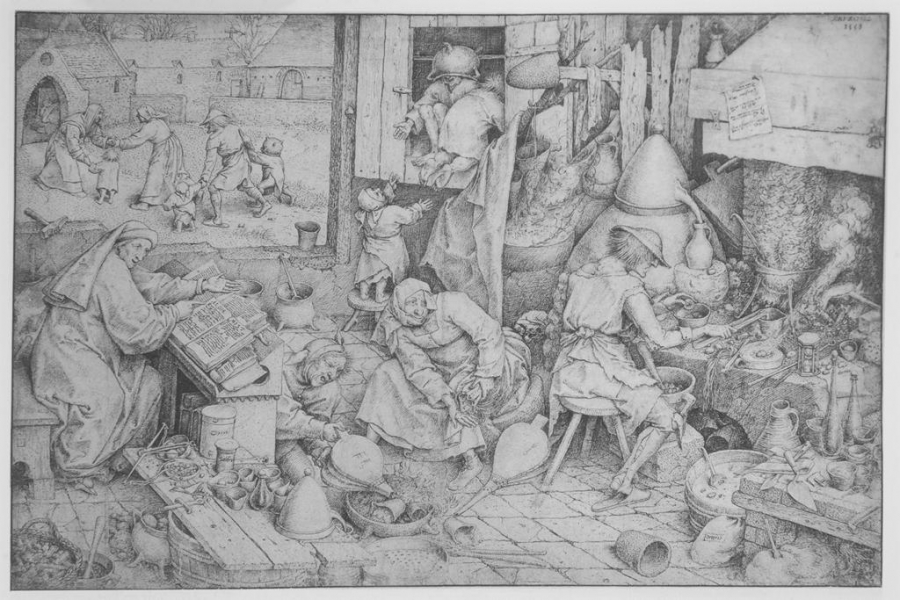
L'Alchimiste, 1558, Berlin

- Musées d'État de Berlin Cabinet des estampes (Kupferstichkabinett)
  - Paysage montagneux avec Cloître italien, 1552, (18,5 × 32,6 cm)
Cloître de style italien dans une vallée, signé et daté en bas à gauche.
  - Paysage italien, 1554, (33,3 × 46,6 cm) recto
  - Paysage avec un château, circa 1554, (33,3 × 46,6 cm) verso
Provenance : Henri Hamal (1744-1820), Liège, William Mayor (d. 1874) Londres, acquis en 1879.
  - Le Repos pendant la Fuite en Égypte, circa 1555-56, (20,3 × 28,2 cm)
  - Rivage près de Baasrode, circa 1555, (24,9 × 42,1 cm)
  - L'Âne à l'école, 1556, (21,3 × 30,2 cm)
  - L'Alchimiste, 1558 (?), (30,8 × 45,3 cm)
provenance : collection Pierre Crozat, Benoît Openheim, 1909. Modèle d'une gravure de Philippe Galle circa1558
  - Spes (L'Espérance), 1559, (22,4 × 29,5 cm)
Série des Sept Vertus. Modèle d'une gravure de Philippe Galle en 1560
  - Paysage fluvial avec gros rocher, 1560
  - Vue sur un château, 1561
  - Les Apiculteurs, circa 1567-68, (20,3 × 30,9 cm)
  - Le Martinswand près de Zirl, 1554
  - Paysage de montagne avec un étroit sentier entre les rochers, 1560
  - Chemin du village, fin XVIe ou début XVIIe, (15,4 × 21,6 cm)
Ré-attribué au Maître des paysages de Montagne, peut-être Jacob Savery.

## Brunswick
- Musée Herzog Anton Ulrich, Cabinet des Estampes
  - Paysage montagneux avec une chaîne de montagne et une vallée, 1552, (20,4 × 29,5 cm)
Inscrit au verso : P. Breughel

## Brunswick (Maine)
- Bowdoin College Museum of Art
  - Paysage Alpin - Vue de Waltensburg fin XVIe ou début XVIIe, (32 × 27,4 cm)
Réattribué au Maître des Paysages de Montagne, peut-être Jacob Savery.

## Bruxelles
- Bibliothèque royale Albert Ier - Cabinet des estampes
  - Ruisseau avec un Pêcheur, circa 1554, (34,5 × 23,5 cm)
  - Prudentia (La Prudence), 1559, (22,5 × 29,8 cm)
Série des Sept Vertus. Modèle d'une gravure de Philippe Galle en 1560
  - Luxuria (La Luxure), 1557, (22,5 × 26,6 cm)
Groupe des Sept Péchés capitaux. Modèle d'une gravure de Peter van Der Heyden en 1558
  - Justicia (La Justice), 1559, (22,4 × 29,5 cm)
Série des Sept Vertus. Modèle d'une gravure de Philippe Galle en 1560
  - La Chasse au lapin sauvage, 1560

## Cambridge (Massachusetts)
- Fogg Art Museum - Harvard University Art Museums
  - Vue de la vallée du Tessin, 1554
- The Maida and George Abrams Collection
  - Paysage boisé avec vue à distance de la mer, 1554, (26 × 34,4 cm)
Encre brune, gouache blanche et craie noire
- The Seiden Special Purchase Fund
  - Champs de Blanchissage devant une ville, circa 1555-1560, (13,4 × 20,3 cm)
Réattribué au "Maître des petits paysages".

## Chatsworth
- The Duke of Devonshire and the Chatworth settlement Trustees
  - Vue de la Ripa Grande à Rome, circa1554, (20,7 × 28,3 cm)
  - Paysage alpestre traversé d'une vallée profonde, 1554
  - Montagne près d'un lac fin XVIe ou début XVIIe, (17,5 × 25,6 cm)
Réattribué au Maître des paysages de Montagne, peut-être Jacob Savery.

## Dresde
- Staatliche Kunstsammlungen Dresden (Kupferstichkabinett)
  - Le Gardien d'oie, Le Jeune Berger, 1565
  - Vallée de rivière, 1554

## Florence
- Galerie des Offices - Cabinet des Dessins et des Estampes
  - Ira (La Colère), 1557 (22,5 × 29,2 cm)
Groupe des Sept Péchés capitaux. Modèle d'une gravure par Peter van Der Heyden en 1558

## Hambourg
- Hamburger Kunsthalle - Kupferstichkabinett
  - L'Été, 1568, (22 × 28,6 cm)
Modèle d'une gravure attribuée à Peter van Der Heyden circa1570

## Leyde
- Université de Leyde, Cabinet des Estampes
  - Chemin creux d'un village, ca. 1552, (20,7 × 33,1 cm)
Signé en bas au centre, brueghel, hachuré par une autre main. Inscrit tardivement par une autre main en bas à gauche, P. Bruegel

## Londres
- Courtauld Institute of Art - Collection Conte Antoine Seilern
  - Vue d'Anvers depuis l'Escaut, circa 1559
  - Solicitudo rustica, fin XVIe ou début XVIIe, (24,4 × 35,2 cm)
Réattribué au Maître des paysages de montagne, peut-être Jacob Savery.
  - Paysage alpestre, 1556
  - La Kermesse d'Hoboken, 1559
- British Museum (Deparment of Prints and Drawings)
  - Elck (Chacun), 1558, (20,8 × 24,1 cm)

Modèle d'une gravure attribuée à Peter van Der Heyden en 1558
- - Avaritia (L'Avarice), 1556, 22,8 × 29,8 cm)
Inscrit à la plume : Eere beleeftheyt schaemte noch godlyck vermaen/ En siet die scrapende gierchyt niet aen. Modèle d'une gravure de Peter van Der Heyden
  - La Calomnie d'Apelles, 1565, (20,3 × 30,6 cm)
  - Paysage avec ville fortifiée, 1553, (23,6 × 33,5 cm)
  - Paysage montagneux avec une rivière et des voyageurs, 1553, (22,8 × 33,8 cm)

## Munich
- Staatliche Graphische Sammlung
  - Paysage rocheux, château fort et rivière, circa1590, (19,2 × 31 cm)
Réattribué à Jacob Savery
  - Port dans une baie rocheuse, 1557

## Milan
- Bibliothèque Ambrosienne
  - Paysage boisé avec des moulins, 1552, (21,3 × 28,1 cm)
Signé et daté, couvert par des hachures en diagonale en brun-rouge sous le chien

## New York
- The Metropolitan Museum of Art - Harris Brisbane Dick Fund.
  - La Mariée souillon ou Les Noces de Mopsus et Nisa circa 1566, (26,4 × 41,6 × 2,9 cm)
Dessin incrusté sur un bloc de bois de pommier. Modèle d'une gravure attribuée à Peter van Der Heyden, 1570
- The Pierpont Morgan Library
  - Paysage montagneux avec rivière, village et château, fin XVIe ou début XVIIe, (35,7 × 44,4 cm) 
Réattribué au Maître des paysages de montagne, peut-être Jacob Savery.
  - Paysage avec un château, circa 1590.
Ré-attribué à Jacob Savery.

## Oslo
- Nasjonalgalleriet
  - Paysage pastoral, 1552 (21,5 × 31 cm)

Signé et daté en bas à gauche ..rueghel 1552, hachuré en brun-rouge par une autre main.

## Oxford
- Ashmolean Museum
  - La Tentation de Saint-Antoine, circa1556 (21,6 × 32,6cm)

## Paris
- Musée du Louvre - Département des arts graphiques - Cabinet des dessins - ancienne collection Paul Mantz
  - Paysage alpestre, circa 1553, (23,6 × 34,3 cm)
  - Paysage alpestre traversé d'une vallée profonde, 1555
  - Paysage alpestre, 1553
  - Paysage alpestre, 1553
  - Paysage alpestre, 1560
  - Paysage fluvial avec pêcheurs, 1556
  - Quatre hommes debout en conversation, 1565
  - Le Peintre et son chevalet, 1565
  - Paysage fluvial avec village, 1556
  - Paysage de montagne avec une rivière, 1552
  - Vue d'une ville de montagne, 1552
  - Village, 1552
  - Marais avec un pêcheur, 1554
  - Les Damnés (datation problématique) (26 × 16,9 cm)
- Institut Néerlandais - Fondation Custodia - Collection Frits Lugt
  - Gula (La Gourmandise), 1557, (32 × 30 cm)
Groupe des Sept Péchés capitaux. Modèle d'une gravure de Peter van Der Heyden
  - Superbia (L'Orgueil), 1558 (22,3 × 29,3 cm)
Groupe des Sept Péchés capitaux. Modèle d'une gravure de Peter van Der Heyden
  - La Chasse au lapin, 1560, (21,3 × 19,6 cm)
Modèle de la seule gravure réalisée Pierre Bruegel l'Ancien lui-même
  - Paysage rocheux, circa 1590 (11 × 20,1 cm)
Réattribué à Jacob Savery

## Prague
- Národní Galerie
  - Sous-bois avec cinq ours, 1554, (27,3 × 41 cm) (verso)
  - Estuaire avec une cité en retrait, circa 1554 (recto)

## Rotterdam
- Museum Boijmans Van Beuningen
  - Caritas (La Charité), 1559, (22,4 × 29,9 cm)
Série des Sept Vertus. Modèle d'une gravure de Philippe Galle en 1559
  - Fortitudo (La Force), 1560, (22,5 × 29,5 cm)
Série des Sept Vertus. Modèle d'une gravure de Philippe Galle en 1560
  - Temperantia (La Tempérance), 1560, (22,5 × 29,5 cm)
Série des Sept Vertus. Modèle d'une gravure de Philippe Galle en 1560
  - Vue sur Reggio di Calabria, circa 1560, 15,4 × 24,1 cm)
Modèle utilisé par Frans Huys en 1561. Fortement modifiée par un lavis au XVIIe siècle
  - Journée à Emmaüs, circa 1555, (24,4 × 37,3 cm) gravure d' EUNTES IN EMAUS des frères Doetecum
  - La Résurrection du Christ, circa 1562, (43,1 × 30,7 cm)
Modèle d'une gravure de Philippe Galle circa 1562-63
  - Paysage avec une croix, fin XVIe ou début XVIIe, (32 × 27,4 cm)
Réattribué au Maître des paysages de montagne, peut-être Jacob Savery.
  - Caravane de mulets à flanc de montagne ou Château dans un Ravin, circa 1590, (16 × 21 cm)
Réattribué à Jacob Savery
  - Paysan debout vu de dos, circa 1605-1610, (19,3 × 12,4 cm)
Réattribué à Roelandt Savery
  - Paysan vu demi-face, circa 1605-1610, (19,4 × 14 cm)
  - Deux Paysans debout, circa 1605-1610, (17,6 × 12,9 cm)
Réattribué à Roelandt Savery
  - Deux mendiants et une coiffure de femme, circa 1605-1610, (15,5 × 20,7 cm)
Réattribué à Roelandt Savery
  - Trois paysans (15,3 × 20 cm)
Réattribué à Roelandt Savery

## Vienne
- Albertina (Graphische Sammlung)

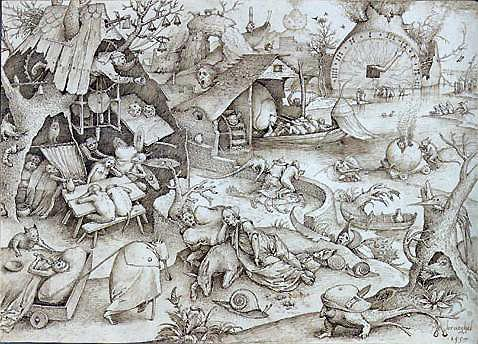
La Paresse, 1557 Vienne

  - Les grands poissons mangent les petits, 1556, (21,6 × 30,7 cm)
  - La Kermesse de la Saint-Georges, 1553
  - Paysage fluvial avec l'Enlèvement de Psyché par Mercure, 1553
  - Dæsidia (La Paresse), 1557, (21,4 × 29,6 cm)
Groupe des Sept Péchés capitaux. Modèle d'une gravure de Peter van Der Heyden en 1558.
  - Le Jugement dernier, 1558, (23 × 30 cm)
Modèle d'une gravure de Peter van Der Heyden en 1558
  - La Descente du Christ aux Limbes, 1561, (22,3 × 29,4 cm)
Modèle d'une gravure de Peter van Der Heyden en 1561
  - Peintre et acheteur ou Le Peintre et le Connaisseur, mi-1560, (25,5 × 21,5 cm)
  - La Cuisine grasse ou Repas de maigre et Repas de gras, 1563
  - Le Printemps, 1565, (22 × 29 cm)
Modèle d'une gravure de Peter van Der Heyden en 1570
  - Le Christ portant la Croix, (datation problématique) 1559
  - Paysage avec Rocher au Bord d'une Rivière, 1559
  - Pèlerinage des Épileptiques à Molenbeek-Saint-Jean

## Washington
- National Gallery of Art - Ailsa Mellon Bruce Fund & Woodner Collections
  - Paysage avec saint Jérôme, 1553, (23,2 × 33,6 cm)
  - Vache en Pâture devant une ferme, circa 1554, (23,6 × 34,2 cm)
  - Le Joueur de Cornemuse, mi-1560, (20,5 × 14,5 cm)
Une copie anonyme au Metropolitan Museum of Art de New York circa 1600 (28 × 19,5 cm)

## Collections privées
- États-Unis
  - Scène de patinage devant la porte Saint-Georges à Anvers, 1558 (21,3 × 29,8 cm)
Modèle d'une gravure de Frans Huys circa 1558.
- Suisse
  - Invidia (L'Envie), 1557 (22 × 30 cm)
Groupe des Sept Péchés capitaux. Modèle d'une gravure de Peter van Der Heyden en 1558
- Non localisé
  - Paysage avec un groupe d'arbres et une mule, circa 1554, 19,7 × 25,8 cm